# Louis-Alexandre-Désiré Abdelal
Louis-Alexandre-Désiré Abdelal (* 8. Juli 1815 in Marseille; † 25. August 1882 ebenda) war ein  französischer General osmanischer Abstammung. Er versah lange den Militärdienst in Französisch-Algerien, nahm 1854 am Krimkrieg teil, wurde 1870 zum Brigadegeneral befördert und zeichnete sich im gleichen Jahr im Deutsch-Französischen Krieg aus.

## Leben
Louis-Alexandre-Désiré Abdelal war der Sohn des Janitscharen-Führers Michel Abdelal (um 1763–1828), der wegen seiner Zusammenarbeit mit den Franzosen während Napoleons Ägyptischer Expedition nach Frankreich geflohen war. Abdelal trat aufgrund seiner Arabisch-Kenntnisse auf Befehl des Herzogs von Rovigo im Dezember 1831 als Dolmetscher in den Generalstab der französischen Armee in Algerien ein. 1834 wurde er in gleicher Eigenschaft dem Zuaven-Korps, 1836 der zweiten Brigade der Division von Algier und im Januar 1837 dem Stab der Subdivision von Bône (heute Annaba) zugeteilt. Im Juni 1837 wurde er unter die Spahi der Militäreinheit von Bône aufgenommen. Nachdem er 1839 eine Heldentat vollbracht hatte, waren die nächsten Stationen seiner Militärkarriere seine Beförderung zum Leutnant (Juli 1840) und Oberleutnant (1842) der indigenen Einheiten der Schwadronen von Constantine. Zum Ritter der Ehrenlegion wurde er im Januar 1842 ernannt. 1844 erhielt er den Rang eines französischen Oberleutnants der Schwadronen von Oran und stieg im August 1845 zum Hauptmann des ersten Spahi-Korps auf. In der Folge zeichnete er sich insbesondere am 13. März 1846 in einer Schlacht gegen den algerischen Freiheitskämpfer Abd el-Kader sowie – laut dem Bericht des Oberst Canrobert – am 12. Juli 1849 im Kampf gegen die Kabylen-Stämme der Melikeuch und Zuaua aus.
Ab Juni 1851 leitete Abdelal die arabische Kommandantur in Aumale, Am 28. April 1853 heiratete er seine Nichte Marie-Joséphine-Mathilde Agoub.  Ab Januar 1853 kommandierte er das vierte afrikanische Jägerschwadron. 1854 nahm er am Krimkrieg teil und tat sich insbesondere beim Angriff seiner Jäger-Einheit während der Schlacht bei Balaklawa (25. Oktober 1854) hervor, wofür er am 28. Dezember 1854 zum Offizier der Ehrenlegion ernannt wurde. Im August 1855 erfolgte seine Beförderung zum Oberstleutnant der ersten Husaren-Kavallerie sowie im Juni 1859 zum Oberst der ersten Spahi-Abteilung. Auch in der Ehrenlegion stieg er durch seine Ernennung zum Kommandeur (7. Juni 1865) weiter auf. Schließlich erhielt er im August 1870 den Rang eines Brigadegenerals und versah weiterhin seinen Militärdienst in Algerien. Im Verlauf des Deutsch-Französischen Kriegs wurde er Anfang Oktober 1870 als Befehlshaber der dritten Brigade der Kavalleriedivision des 16. Armeekorps nach Frankreich berufen, sicherte am 7. November 1870 beim Gefecht von Saint-Laurent-des-Bois den französischen Sieg und zeichnete sich zwei Tage später auch in der Schlacht bei Coulmiers aus, lehnte aber seine daraufhin erfolgte vorläufige Ernennung zum Divisionsgeneral ab.
Nach dem Kriegsende wurde Abdelal im März 1871 beurlaubt. Er kehrte aber wieder in den aktiven Militärdienst zurück und wurde im Rang eines Brigadegenerals im Oktober 1872 Kommandant der Subdivision von Lot, im Dezember 1873 Befehlshaber der sechsten Kavalleriebrigade und war von Januar 1874 bis Juli 1877 Kommandant der Subdivision von Constantine. Ihm wurde 1877 die militärische Tapferkeitsmedaille von Sardinien verliehen. 1879 trat er in den Ruhestand und starb am 25. August 1882 im Alter von 67 Jahren in Marseille.